# Concerti (Paolo Conte)
Concerti  è il primo album dal vivo pubblicato da Paolo Conte. Le registrazioni dei brani sono state riprese dai concerti tenuti:
- al Théâtre de la Ville di Parigi il 15 e 16 marzo 1985
- al Teatro alle Vigne di Lodi il 28 maggio 1985
- al Teatro Morlacchi di Perugia il 20 giugno 1985.
L'album è presente nella classifica dei 100 dischi italiani più belli di sempre secondo Rolling Stone Italia alla posizione numero 70.

## Tracce
1. Lo zio (assente nella ristampa su CD del 1985, ma presente in quella del 1989)
2. Sono qui con te sempre più solo (assente nelle ristampe su CD)
3. Come di
4. Dal loggione (assente nelle ristampe su CD)
5. La ricostruzione del Mocambo
6. Via con me
7. La fisarmonica di Stradella (assente nelle ristampe su CD)
8. La Topolino amaranto (assente nella ristampa su CD del 1985, ma presente in quella del 1989)
9. Alle prese con una verde milonga
10. Parigi
11. Diavolo rosso
12. Hemingway
13. Bartali
14. Un gelato al limon
15. Una giornata al mare
16. Il nostro amico Angiolino
17. Onda su onda
18. Sotto le stelle del jazz
19. Azzurro
20. Boogie
21. Genova per noi

## Formazione
- Paolo Conte - voce e pianoforte
- Ares Tavolazzi - basso
- Ellade Bandini - batteria
- Jimmy Villotti - chitarra
- Mimmo Turone - pianoforte
- Antonio Marangolo - sassofono